# Mithraeum de Jajce
Le mithraeum de Jajce(en serbo-croate : Jajački mitrej) est un mithraeum situé à Jajce en Bosnie-Herzégovine,.
Les vestiges du Mithraeum de Jajce ont été découverts par hasard lors de fouilles pour la construction d'une maison privée en 1931. Le site a été acheté par la Société pour la préservation des antiquités de Jajce et peu après, une structure de protection en pierre et en mortier a été construite. Cette première structure a été réparée en 1952 et a survécu jusqu'en 2012, malgré les dommages importants subis pendant la guerre de Bosnie-Herzégovine.

## Historique
Mithra a été vénéré tout au long de l'époque romaine, de la fin de la République romaine (Ier siècle av. J.-C. à la fin de l'Empire romain Ve siècle). Le culte de Mithra s'est répandu du Moyen-Orient à d'autres parties de l'Empire romain dans tout le bassin méditerranéen, d'abord par des aventuriers militaires et politiques, des voyageurs, des esclaves et des marchands venus d' Orient. Plus tard, le mithraïsme a été propagé par des soldats dont les légions sont entrées en contact avec les adeptes du culte en Orient.

## Le mithraeum

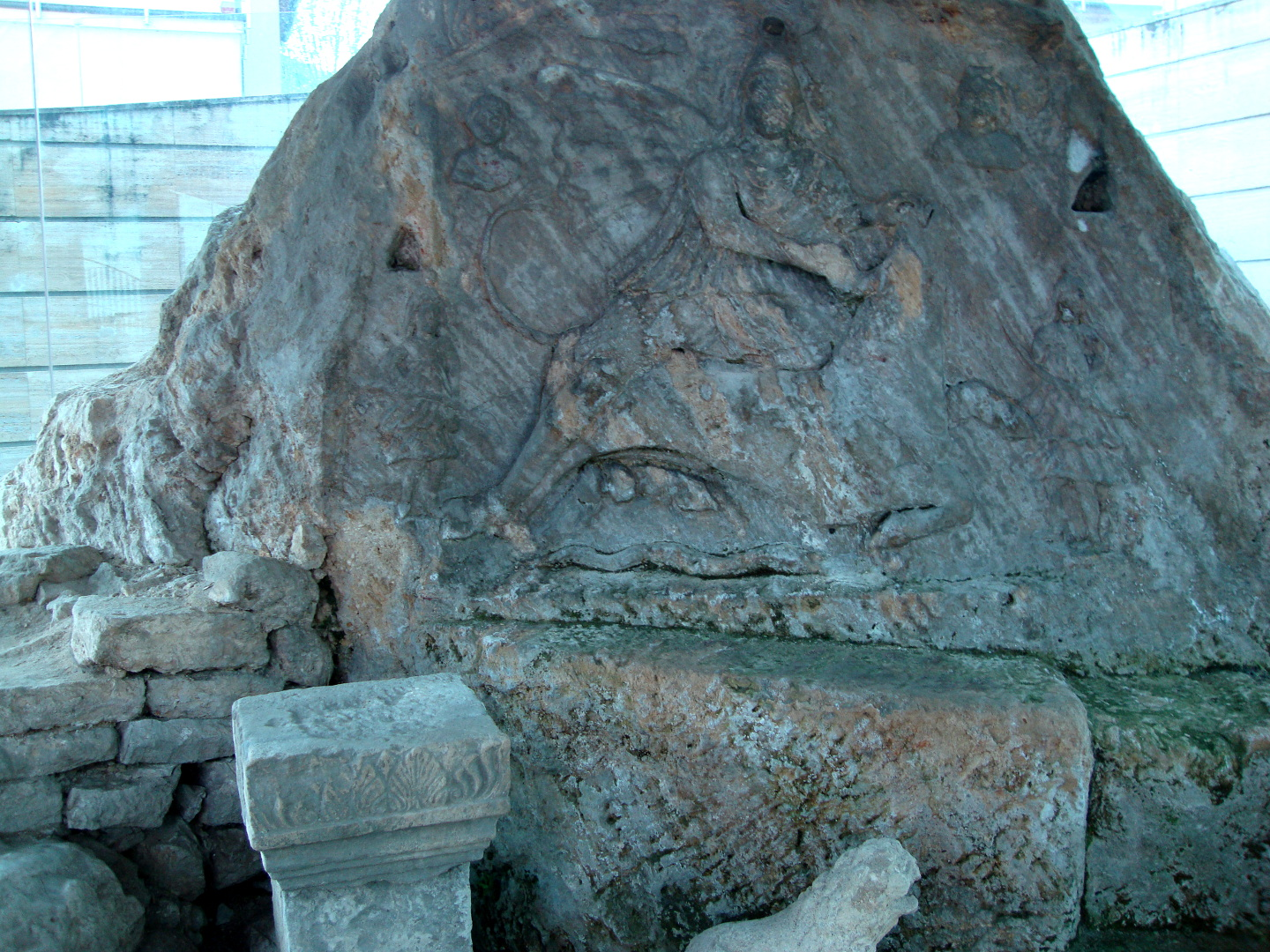
Tauroctonie de Jajce.

Le sanctuaire date probablement du début du IVe siècle apr. J.-C., bien qu'il puisse être plus ancien. Ce mithraeum est l'un des sites les mieux préservés d'Europe. Les adeptes du mithraïsme cherchaient généralement à établir leurs lieux de culte dans des grottes. En l'absence de telles caractéristiques topographiques, ils creusaient le sol et construisaient de petits temples à une seule cellule pour renforcer l'impression d'une grotte.
Le mithraeum de Jajce se trouve près d'un puits. Le spelaeum (caverne) est creusé dans la roche, avec un niveau de sol de terre humide et sable à environ 2,80 m sous le niveau du sol et consiste en une pièce carrée irrégulière d'environ 7 m de long. Les murs n'avaient pas de fondation et il est supposé que la toiture était en bois. Les restes d'un escalier en pierre (angle sud-ouest) indiquent son entrée. Du côté ouest se trouvent un mur rocheux et une niche dans laquelle le relief mithraïque (tauroctonie) est muré. Devant la niche se trouvaient plusieurs autels, dont l'un avec fronton et acrotère. Il n'y a qu'un seule podium (siège pour les adeptes) sur laquelle a été trouvée une statuette de Cautopatès.
Les autres découvertes sur site étaient : des restes d'ossements, des fragments de tuiles, des morceaux de fer, des lampes dont une à suspension, une fibule, 16 pièces de monnaie de Trajan jusqu'à la dynastie de Constantin.

## Protection
Une nouvelle installation a remplacé la précédente à la suite de la rénovation de 2012, qui a coûté environ 260 000 KM et a été réalisée dans le cadre du programme MDG-F « Promotion de la compréhension culturelle en Bosnie-Herzégovine » avec le soutien financier du gouvernement du Royaume d'Espagne.
Le temple est aujourd'hui protégé par une cage moderne en acier et poutres aux parois vitrées qui permet aux visiteurs de voir l'intérieur sans entrer. Les visiteurs peuvent entrer sur réservation préalable en contactant le Musée ethnologique de Jajce. Tous les objets trouvés sur le site sont exposés à l'intérieur.
Le Mithraeum de Jajce est déclaré monument national de Bosnie-Herzégovine, et, y compris le centre-ville fortifié de Jajce, la cascade et d'autres sites individuels situés à l'extérieur du périmètre de la vieille ville, fait partie d'une zone plus vaste désignée comme l'ensemble naturel et architectural de Jajce, proposé comme site du patrimoine mondial de l'UNESCO.